# Kill the Industry
Kill the Industry foi uma digressão de 2001 dos Slipknot por locais nos Estados Unidos para promover o seu segundo álbum de estúdio, Iowa (2001). Artistas que acompanharam a digressão incluíram Papa Roach, Mudvayne e The Union Underground.